# Johannes Habekost
Johannes Habekost (3 de fevereiro de 1907 - 11 de março de 1940) foi um comandante de U-boots alemão que serviu na Kriegsmarine durante a Segunda Guerra Mundial. Realizou cinco patrulhas de guerra, nas quais afundou dez embarcações aliadas e danificou outra num total de 52,072 toneladas.

## Carreira

### Patentes
- Kapitänleutnant - 1 de agosto de 1938

### Patrulhas
|       | U-Boot | Partida                | Partida       | Chegada                | Chegada       | Dias    | Toneladas |
| ----- | ------ | ---------------------- | ------------- | ---------------------- | ------------- | ------- | --------- |
| 1.    | U-31   | 27 de agosto de 1939   | Memel         | 2 de setembro de 1939  | Wilhelmshaven | 7 dias  |           |
| 2.    | U-31   | 9 de setembro de 1939  | Wilhelmshaven | 2 de outubro de 1939   | Wilhelmshaven | 24 dias | 8.706     |
| 3.    | U-31   | 21 de outubro de 1939  | Wilhelmshaven | 31 de outubro de 1939  | Wilhelmshaven | 11 dias |           |
| 4.    | U-31   | 19 de novembro de 1939 | Wilhelmshaven | 11 de dezembro de 1939 | Wilhelmshaven | 23 dias | 43,206    |
| 5.    | U-31   | 15 de janeiro de 1940  | Wilhelmshaven | 4 de fevereiro de 1940 | Wilhelmshaven | 21 dias |           |
| Total | Total  | Total                  | Total         | Total                  | Total         | 86 dias | 52 072 t  |

### Navios afundados
- 8 navios afundados num total de 17,962 GRT
- 2 navios de guerra auxiliares afundados num total de 160 GRT
- 1 navio de guerra danificado num total de 33,950 toneladas

| Data                   | U-Boot | Nome da Embarcação                  | Toneladas | Nacionalidade |
| ---------------------- | ------ | ----------------------------------- | --------- | ------------- |
| 16 de setembro de 1939 | U-31   | Aviemore                            | 4 060     | Reino Unido   |
| 24 de setembro de 1939 | U-31   | Hazelside                           | 4 646     | Reino Unido   |
| 1 de dezembro de 1939  | U-31   | Arcturus                            | 1 277     | Noruega       |
| 3 de dezembro de 1939  | U-31   | Ove Toft                            | 2 135     | Dinamarca     |
| 4 de dezembro de 1939  | U-31   | Gimle                               | 1 271     | Noruega       |
| 4 de dezembro de 1939  | U-31   | HMS Nelson (28) (danificado) [Mina] | 33 950    | Reino Unido   |
| 4 de dezembro de 1939  | U-31   | Primula                             | 1 024     | Noruega       |
| 6 de dezembro de 1939  | U-31   | Agu                                 | 1 575     | Estónia       |
| 6 de dezembro de 1939  | U-31   | Vinga                               | 1 974     | Suécia        |
| 23 de dezembro de 1939 | U-31   | HMS Glen Albyn [Mina]               | 82        | Reino Unido   |
| 23 de dezembro de 1939 | U-31   | HMS Promotive [Mina]                | 78        | Reino Unido   |
| Total                  | Total  | Total                               | 52 072    |               |